# Rémy Chauvin
Rémy Chauvin (1913-2009) fue un entomólogo francés, especializado en la conducta animal, de prestigio internacional, profesor honorario emérito de la Sorbona y autor de más de 250 artículos científicos, así como numerosas obras de síntesis y de divulgación en este y otros campos.
Fue conocido además por su posición extremadamente alejada de la de la mayoría de los científicos de su generación  en temas relacionados acerca del fenómeno Ovni técnicamente llamado ufología y también temas sobre lo trascendental y lo paranormal, en los que ha publicado en alguna ocasión con pseudónimo, así como por su posición militantemente antidarwinista. Es miembro honorario del Instituto de Metapsíquica Internacional (Institut Métapsychique International) y ha defendido la posibilidad técnica de comunicarse con los muertos.
En 1977 fue cofundador de la «Liga francesa de los derechos del animal».

## Obra

### En castellano
- El Darwinismo, fin de un mito (2000), Espasa-Calpe, S.A. ISBN 978-84-239-9753-4
- Dios de las hormigas, Dios de las estrellas (1989), Editorial Edaf, S.A. ISBN 978-84-7640-364-8
- La biología: ideas, obras, hombres (1982), Ediciones Mensajero, S.A. Unipersonal. ISBN 978-84-271-1295-7
- La biología (1982), Ediciones Mensajero, S.A. Unipersonal. ISBN 978-84-271-1286-5
- El Mundo de los insectos (1968), Ediciones Guadarrama, S.A. ISBN 978-84-250-3016-1
- Las sociedades animales (1965), Zeus (Barcelona). ISBN 978-84-318-0021-5
- Estudios sobre sexualidad humana, Ediciones Morata, S.L. ISBN 978-84-7112-015-1

### En francés
- La vie de l'insecte et sa physiologie, éd. Lechevalier, 1941, reed. 1983
- Ce qu'il faut savoir sur la vie de l'insecte, physiologie et biologie, ed. Lechevalier, 1943
- Traité de physiologie de l'insecte: les grandes fonctions, le comportement, écophysiologie, ed. INRA, 1949, reed. 1958
- Cinq années d'activité de la station de recherches apicoles de Bures-sur-Yvette, ed. INRA, 1954
- Vie et mœurs des insectes, ed. Payot, 1956
- Biologie de l'abeille. Revue générale jusqu'en 1956, ed. INRA, vol. 1, 1958
- Dieu des savants, Dieu de l'expérience, ed. Mame, 1958
- Le comportement social des animaux, ed. PUF, 1961
- Les sociétés animales, de l'abeille au gorille, ed. Plon, 1963
- Techniques de combat chez les animaux, ed. Hachette, col. L’Aventure de la Vie, 1965
- Nos pouvoirs inconnus (bajo el pseudo de Pierre Duval, + Jacques Bergier) ed. Planète (col. Encyclopédie Planète), 1966, reed. CGR (revisada y corregida), 1997
- Le monde des insectes, ed. Hachette, 1967
- Le comportement (+ L. Canestrelli), ed. Masson, 1968; ed. PUF, 1968
- Le monde des fourmis, ed. Plon 1969, reed. du Rocher 1994, completada
- La science devant l'étrange (pseudo de Pierre Duval) ed. Club des Amis du Livre (CAL - col. Bibliothèque de l'irrationnel et des grands mystères), 1973
- L'attachement (+ D. Anzieu) ed. Delachaux & Niestlé, 1974
- L'éthologie, étude biologique du comportement animal, ed. PUF, 1975
- Les surdoués, ed. Stock, 1975 ; reed. Marabout, 1979 ISBN 978-2234003088
- Du fond du cœur, ed. Retz, 1976
- Certaines choses que je ne m'explique pas, ed. CELT, 1976 ; reed. Famot, 1982 (ed. revisada y corregida de « La science devant l'étrange »)
- Les abeilles et moi, ed. Hachette, 1976
- Le monde animal et ses comportements complexes (+ Bernadette Chauvin), ed. Plon, 1977
- Les défis de la guerre future, ed. France-Empire, 1978
- Des fourmis et des hommes, ed. France-Empire, 1979
- Le synode des fidèles, ed. Vernoy, 1979
- Les secrets des portulans (les cartes de l'inconnu) ed. France-Empire, 1980
- La parapsychologie. Quand l'irrationnel rejoint la science, ed. Hachette, 1980 ISBN 978-2010067327
- Des savants, pour quoi faire ? ed. Payot, 1981 ISBN 978-2228128902
- Complot dans notre église, ed. du Rocher, 1981 ISBN 978-2268003207 (id. « Le Synode des fidèles », menos introducción, además de un epílogo y una conclusión)
- Le modèle animal (+ Bernadette Chauvin) ed. Hachette, 1982
- Les sociétés animales, ed. PUF, 1982 ; reed. Quadrige/PUF, 1999
- Voyage outre-terre, ed. du Rocher, 1983 ISBN 978-2268002606
- Les veilleurs du temps, ed. du Rocher, 1984 ISBN 978-2268003085
- Sociétés animales et sociétés humaines, 1984, PUF, col. «Que sais-je?» N.º 696 (nota : QSJ con la mismo título y número, por Paul Chauchard)
- La biologie de l'esprit, ed. du Rocher, 1985 ISBN 978-2268013015
- La ruche et l'homme, ed. Calmann-Lévy, 1987
- Dieu des fourmis, dieu des étoiles, ed. Le Pré aux Clercs, 1988
- La direction de la vie et la genèse de la pensée, ed. François-Xavier de Guibert, 1989, reed. L'O.E.I.L. 1998
- Des animaux et des hommes, ed. Seghers, 1989
- L'instinct animal, ed. Contrastes/L'esprit du temps, 1990 (primera parte de Charles Darwin, 1884)
- Une étrange passion, une vie pour les insectes, ed. Le Pré aux Clercs, 1990
- La fonction psy, ed. Robert Laffont, 1991 ISBN 978-2221069653
- Les conquérants aveugles, la science nous menace-t-elle ? ed. Robert Laffont, 1992
- Le nouveau golem, ed. du Rocher, 1993
- En direct de l'au-delà (colaboró el Padre François Brune) ed. Robert Laffont, 1993
- Le monde des fourmis, ed. du Rocher, 1994 ISBN 978-2268017723
- L'avenir de dieu, propos d'un homme de science, ed. du Rocher, 1995 ISBN 978-2268020129
- Le monde des oiseaux, ed. du Rocher 1996
- Le darwinisme ou la fin d'un mythe, coll. « L’Esprit et la Matière », ed. du Rocher, 1997 ISBN 978-2268027043
- Précis de psychophysiologie, ed. Masson, 1997
- À l'écoute de l'au-delà (+ père F. Brune) ed. Lebeaud, 1999, J'ai lu; edición: 2.ª ed. (13 de febrero de 2013) ISBN 978-2290059500 (« En direct de l'au-delà »)
- Le diable dans le bénitier, ed. du Rocher, 1999
- L'énigme des abeilles, ed. du Rocher, 1999
- L'homme, le singe et l'oiseau, ed. Odile Jacob, 2000 ISBN 978-2738108678
- Le paranormal au troisième millénaire, ed. J.M. Laffont - LPM, 2001
- Le bal des abeilles, tomo 1, ed. du Goral, 2001 (dibujos animados, escenarios RC, dibujos Patrice Serres)
- Le retour des magiciens, le cri d'alarme d'un scientifique, ed. JMG, 2002
- Le bal des abeilles, tomo 2 « Le parfum des fleurs de café », ed. du Goral, 2002 (trilogía planeada)

## Abreviatura (zoología)
La abreviatura Chauvin  se emplea para indicar a Rémy Chauvin como autoridad en la descripción y taxonomía en zoología.